# 401 aC
El 401 aC va ser un any del calendari romà prejulià. Era l'any 353 de la fundació de Roma (Ab urbe condita).

## Esdeveniments
- Marc Acuci és elegit tribú del poble per cooptació en violació de la llei Trebonia de tribunis.[1]
- Van ser elegits tribuns amb potestat consular: Luci Valeri Potit, Marc Furi Camil, Mamerc Emili Mamercí, Gneu Corneli Cos, Cesó Fabi Ambust i Luci Juli Jul.[2]
- Batalla de Cunaxa, entre Cir el Jove i el seu germà gran Arsaces, que havia usurpat el tron de Pèrsia amb el nom d'Artaxerxes II l'any 404 aC. Cir el Jove va morir.[3]